# Comté de Yankton
Le comté de Yankton est un comté situé dans l'État du Dakota du Sud, aux États-Unis. En 2010, sa population est de 22 438 habitants. Son siège est Yankton.

## Histoire
Créé en 1862, le comté doit son nom à une tribu amérindienne dakota locale. Yankton est la déformation d'un mot signifiant « le village de la fin ».

## Démographie
Selon l'American Community Survey, en 2010, 92,80 % de la population âgée de plus de 5 ans déclare parler l'anglais à la maison, 3,07 % l'espagnol, 1,31 % l'allemand, 0,73 % une langue chinoise et 2,09 % une autre langue.
| 1870  | 1880  | 1890   | 1900   | 1910   | 1920   |
| ----- | ----- | ------ | ------ | ------ | ------ |
| 2 097 | 8 390 | 10 414 | 12 649 | 13 135 | 15 233 |

| 1930   | 1940   | 1950   | 1960   | 1970   | 1980   |
| ------ | ------ | ------ | ------ | ------ | ------ |
| 16 589 | 16 725 | 16 804 | 17 551 | 19 039 | 18 952 |

| 1990   | 2000   | 2010   | - | - | - |
| ------ | ------ | ------ | - | - | - |
| 19 252 | 21 652 | 22 438 | - | - | - |

## Villes du comté
Le comté de Yankton est constitué des villes suivantes, classées par ordre décroissant de population :
|   | Ville        | Population (2010) |
| - | ------------ | ----------------- |
| 1 | Yankton      | 14 454            |
| 2 | Gayville     | 407               |
| 3 | Mission Hill | 177               |
| 4 | Volin        | 161               |
| 5 | Lesterville  | 127               |
| 6 | Utica        | 65                |